# Botnărești, Anenii Noi
Botnărești este localitatea de reședință a comunei Botnărești din raionul Anenii Noi, Republica Moldova.

## Demografie
Structură etnică
     moldoveni (97,1%)
     ucraineni (1,11%)
     ruși (0,78%)
     găgăuzi (0,22%)
     bulgari (0%)
     români (0,22%)
     evrei (0%)
     polonezi (0,11%)
     țigani (0%)
     alte etnii / nedeclarată (0,46%)
Conform datelor recensământului din 2004, populația localității este de 898 locuitori, dintre care 448 (49,89%) bărbați și 450 (50,11%) femei. Structura etnică a populației în cadrul localității arată astfel:
- moldoveni — 872;
- ucraineni — 10;
- ruși — 7;
- găgăuzi — 2;
- români — 2;
- polonezi — 1;
- altele / nedeclarată — 4.